# Kvinnosidan

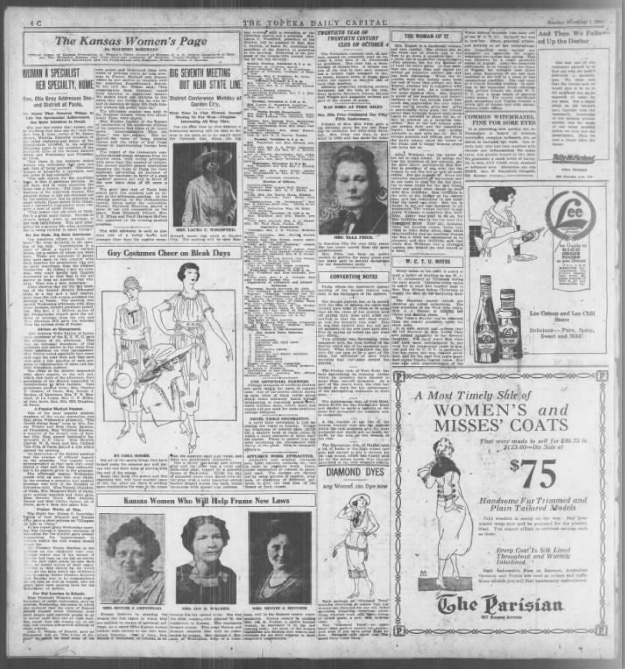
Kvinnosidan i nyhetstidningen The Topeka Capital-Journal år 1920

Kvinnosidan var en sektion i vissa nyhetstidningar som bevakade nyheter som ansågs vara intressanta för kvinnor. Särskilda kvinnosidor började publiceras under 1800-talet. Trots att sektionen ansågs vara nedvärderande hade den en påtaglig påverkan på journalistiken.